# The Draft
The Draft ist eine 2006 aus Hot Water Music hervorgegangene US-amerikanische Post-Hardcore-Band.

## Geschichte
Am 14. Mai 2006 kündigte Hot Water Music, die Band von Chris Wollard, Jason Black und George Rebelo eine längere Schaffenspause an. Während der bisherige Sänger Chuck Ragan eine Solokarriere startet, gründen die anderen drei zusammen mit Todd „Wonderboy“ Rockhill The Draft. Musikalisch sind sie nicht weit von Hot Water Music entfernt. Am 8. September 2006 erschien auf Epitaph Records ihr erstes Album In a Million Pieces. Bei den Jahresendcharts 2006 der Zeitschrift Visions erreichte es den 42. Platz. Am 13. März 2007 wurde eine selbstbetitelte EP als Download veröffentlicht. Mitte Oktober 2007 erschien die schon im Sommer 2005 aufgenommene 7″ We’ll Never Know / Hard to Be Around It bei No Idea Records.

## Diskografie
EPs
- 2007: The Draft (Epitaph Records)
- 2007: We’ll Never Know / Hard to Be Around It (No Idea Records)

Alben
- 2006: In a Million Pieces (Epitaph Records)